# Europoort
Europoort (v dobesednem prevodu Evropska vrata) je veliko pristanišče in hkrati industrijski del Rotterdama, ki leži na nizozemskem otoku Rozenburg.
Pristanišče se nahaja na obali Severnega morja in leži kakih 35 km izven centra Rotterdama. Zgradili so ga med letoma 1958 in 1960 na 3600 hektarov velikem otoku, ki ga obdajata umetno ustvarjena kanala rek Ren in Maas. Ta dva kanala, ki so jih nizozemci poimenovali Nieuwe Waterweg sta omogočila, da promet poteka globoko v ustje teh dveh rek. V Europoortu imajo sedež velika transportna podjetja, med katerimi je veliko trajektnih pomorskih družb.